# Вайль-ім-Шенбух
Вайль-ім-Шенбух (нім. Weil im Schönbuch) — громада в Німеччині, знаходиться в землі Баден-Вюртемберг. Підпорядковується адміністративному округу Штутгарт. Входить до складу району Беблінген.
Площа — 26,14 км2. Населення становить 9994 ос. (станом на 31 грудня 2020).